# Rajd na Makin
Rajd na Makin – atak dywersyjny przeprowadzony w dniach 17–18 sierpnia 1942 roku przez oddział Korpusu Piechoty Morskiej Stanów Zjednoczonych przeciwko japońskim siłom stacjonujących na wyspie Butaritari w atolu Makin na Pacyfiku. Celem 211 ludzi dowodzonych przez ppłk. Evansa Carlsona było zniszczenie japońskich instalacji, wzięcie do niewoli japońskich żołnierzy, zebranie informacji na temat obszaru Wysp Gilberta oraz odwrócenie japońskiej uwagi od planowanego lądowania sprzymierzonych na wyspach Guadalcanal i Tulagi.

## Przygotowania i organizacja
Rajd należał do jednych z pierwszych lądowych operacji ofensywnych USA podczas wojny. Jedynymi amerykańskimi siłami walczącymi aktywnie na frontach były w tym okresie: 32 i 41 Dywizja Piechoty na Nowej Gwinei, 1 Dywizja Marines i 23 Dywizja na Guadalcanal, a także 3 i 9 Dywizja Piechoty wraz z 2 Dywizją Pancerną w Afryce Północnej.
Do tej operacji wyznaczono dowództwo oraz dwie kompanie wchodzące w skład drugiego batalionu uderzeniowego (ang. „Carlson’s Raiders”). Z uwagi na małą ilość miejsca na pokładzie, dowództwo i kompanię A oraz 18 żołnierzy z kompanii B (łącznie 121 żołnierzy) przetransportowano na pokładzie okrętu podwodnego USS „Argonaut”, zaś resztę kompanii B (90 żołnierzy) zabrał drugi okręt podwodny USS „Nautilus”. Siły zostały przyłączone do Task Force 7.15.

## Atak

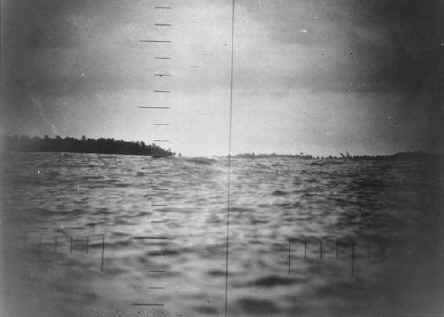
Widok na Makin z peryskopu USS Nautilus

Marines rozpoczęli lądowanie na wyspie krótko po północy 17 sierpnia. Używali do tego celu pontonów z silnikami przyczepnymi. Morze było wzburzone, wiał silny wiatr i padał deszcz. Doprowadziło to do zatopienia kilku łodzi. Na wielu zostały uszkodzone silniki. Sprawne pontony zaczęły więc holować uszkodzone. W końcu Amerykanie wylądowali o 5:30. Po krótkiej walce pokonali japoński garnizon stacjonujący na wyspie w sile od 83 do 160 żołnierzy.

## Ewakuacja marines
Po zakończeniu działań żołnierze zostali ewakuowani przez te same dwa okręty podwodne. Straty US Marines wyniosły 21 zabitych i 9 dostało się do niewoli i zostało później zamordowanych oraz 2 zaginionych. Zwłoki jednego z zaginionych zostały zidentyfikowane wśród 18 grobów Marines znalezionych na Makin. Dziewięciu żołnierzy piechoty morskiej zostało omyłkowo pozostawionych podczas ewakuacji. Zostali oni schwytani i przetransportowani przez Japończyków na Kwajalein, gdzie zostali ścięci. Los pozostałych dwóch żołnierzy jest nieznany.

## Wnioski po operacji
Pomimo tego, że marines odnieśli sukces, likwidując cały japoński garnizon na wyspie, atak nie przyniósł żadnych innych spodziewanych efektów. Żadni japońscy żołnierze nie zostali schwytani, nie udało się także zebrać istotnych informacji. Ponadto nie zdołano odwrócić uwagi japońskich dowódców od faktycznego przyszłego obszaru działań. Faktycznie, z powodu wysokich strat na Makin, japońskie siły wzmocniły fortyfikacje na wyspach centralnego Pacyfiku, które spowodowały ciężkie straty sił USA podczas kampanii na Wyspach Gilberta i Marshalla.